# Ikuko Nishikori
Ikuko Nishikori (jap. 錦織育子 Nishikori Ikuko; ur. 5 stycznia 1980) – japońska lekkoatletka specjalizująca się w skoku o tyczce.

## Osiągnięcia
- złoty medal halowych mistrzostw Azji (Pattaya 2006)
- brąz igrzysk azjatyckich (Doha 2006)
- złoto halowych mistrzostw Azji (Doha 2008)

## Rekordy życiowe
- skok o tyczce – 4,36 (2006) były rekord Japonii
- skok o tyczce (hala) – 4,31 (2006) były rekord Japonii